# Ján Svorada (1944)
Ján Svorada, né le 31 mars 1944, à Mesto (Tchécoslovaquie), est un coureur cycliste tchécoslovaque des années 1960 et 1970. Vainqueur d'une étape du Tour de l'Avenir en 1966, il a été champion de Tchécoslovaquie en 1971.

Il est le père du coureur Ján Svorada, vainqueur de la Course de la Paix en 1990.

## Palmarès
- 1965
  - Prague-Karlovy Vary-Prague

- 1966
  - Sélectionné dans l'équipe tchécoslovaque pour le Tour de l'Avenir : 50e.
    - Vainqueur de la 11e du Tour de l'Avenir[1]

- 1967
  - Sélectionné dans l'équipe tchécoslovaque pour le Tour de l'Avenir : ab.

- 1968
  - 2e du Tour de Slovaquie

- 1969
  - Sélectionné dans l'équipe tchécoslovaque pour le Tour de l'Avenir : 39e

- 1970
  - 27e de la Course de la Paix

- 1971
  -  Champion de Tchécoslovaquie sur route.

## Source
- site du cyclisme : fiche Ján Svorada...sans date de naissance
- L'Équipe', juillet 1967, article du journaliste Robert Rozier présentant les équipes au départ du 7e Tour de l'Avenir: l'équipe tchécoslovaque, dont les 8 coureurs  (Miloš Hrazdíra, Jiri Kindl, Jiri Hava, Pavel Konechy, Helmut Pichl, Karel Vavra, Ales Svoboda) sont décrits au moins par l'année de naissance, est présentée avec l'équipe yougoslave, et celle d'Espagne.